# Energieberater
Energieberater ist eine freie Berufsbezeichnung, d. h. der Begriff Energieberater ist nicht geschützt und unterliegt auch keinen allgemein gültigen beruflichen Standards oder Regelungen.
Im Allgemeinen werden Fachleute als Energieberater bezeichnet, die technische Geräte oder Immobilien energetisch bilanzieren und begutachten. Sie geben bei dieser sogenannten Energieberatung wichtige Ratschläge und Hinweise bei Erwerb oder Erneuerung. Rund 4000 dieser Experten, darunter Handwerksmeister, Techniker, Ingenieure und Architekten, sind beim Bundesverband Gebäudeenergieberater Ingenieure Handwerker e. V. (GIH) organisiert.
Verschiedene Internetdienste bieten Verbrauchern die Möglichkeit, nach einem Energieberater vor Ort zu recherchieren. Eine von der DENA ausgezeichnete Branchen-Initiative des Baustoffhandels in Deutschland vermittelt z. B. Energieberater für eine kostenfreie, unverbindliche Erstberatung und informiert Hausbesitzer wie Bauherren über aktuelle Förderprogramme und Möglichkeiten energetischer Modernisierungsmaßnahmen. Diese gliedern sich auf in die Bestandsaufnahme, ein individuelles Sanierungskonzept und den Nachweis der Sanierung.

## Qualifikationen
In den letzten Jahren wurden von unterschiedlichsten Bildungsträgern, vornehmlich den Kammern (Ingenieurkammer, Architektenkammer, Handwerkskammer, Industrie- und Handelskammer, Hochschulen) Weiterbildungsmaßnahmen etabliert. Wichtigstes Kriterium dieser Bildungsmaßnahmen ist die staatliche Anerkennung des Abschlusses und die damit verbundene Berechtigung zu staatlich geförderten Beratungsleistungen und/oder Nachweisen wie dem Energieausweis. Voraussetzung hierfür ist u. a. die Ablegung einer Prüfung, z. B. zum Gebäudeenergieberater oder zum staatlich anerkannten Sachverständigen für Schall- und Wärmeschutz. Auch am Zentrum für Umweltbewusstes Bauen (ZUB) der Universität Kassel wird eine Zertifikats-Weiterbildung angeboten.
- Fortbildung nach den Kriterien des Bundesamts für Wirtschaft und Ausfuhrkontrolle (BAFA), das die „Vor-Ort-Beratung“ durch unabhängige Berater fördert. Dabei werden Mindestanforderungen an den Beraterbericht gestellt, wodurch diese Qualifikation gute Chancen hat, sich als „Quasi-Standard“ für Beratungen zu etablieren.
- Die Berechtigung zum Ausstellen von Energiebedarfsausweisen, die in den Bundesländern unterschiedlich geregelt ist. Wenn nach einer Gebäudeenergieberatung die Sanierung ausgeführt werden soll, muss je nach deren Art und Umfang geprüft werden, ob ein Energiebedarfsausweis als öffentlich-rechtlicher Nachweis erforderlich wird. Ein Sachverständiger im Sinne der Förderrichtlinien der KfW-Bank ist ein im Bundesprogramm BAFA „Vor-Ort-Beratung“ oder vom Verbraucherzentrale Bundesverband e. V. zugelassener Energieberater oder eine nach § 21 Energieeinsparverordnung (EnEV) ausstellungsberechtigte Person.

Die Datengrundlage für einen Energiebedarfsausweis ist mit der Energieberatung in der Regel vorhanden und somit die Ausweiserstellung für einen entsprechend qualifizierten Energieberater einfach. Die Beratung kann aus „einer Hand“ erfolgen.
Im günstigsten Fall hat der Berater weiterführende Kompetenzen hinsichtlich Planung, Baugenehmigung (Bauvorlageberechtigung), Vergabe von Bauleistungen, Bauüberwachung und Kostenkontrolle. Die Bedeutung dieser weiteren Qualifikationen findet sich auch in der Tatsache bestätigt, dass die KfW aktuell im Rahmen der Programme „Energieeffizient Sanieren“ und „Energieeffizient Bauen“ einen „Zuschuss für Baubegleitung“ vergibt.
Für Österreich siehe O.Ö. Energiesparverband.